# DTSG Krakau
Die Deutsche Turn- und Sportgemeinschaft Krakau (kurz: DTSG Krakau) war während des Zweiten Weltkriegs der größte Sportverein im besetzten Polen. Mitglieder durften nur Reichsdeutsche und Volksdeutsche sein.

## Geschichte
Auf Empfehlung des Generalgouverneurs Hans Frank gründete der von ihm eingesetzte Sportbeauftragte Georg Niffka im März 1940 den Verein. Nach einem Jahr deckte er bereits 16 Sportsparten ab. Laut der Vereinsführung gehörte es zu den Aufgaben der DTSG, zur „Wehrertüchtigung der Jugend“ sowie zur „Stärkung der Arbeitskraft“ der im Generalgouvernement eingesetzten Deutschen beizutragen.
Die Fußballmannschaft des Vereins spielte nach der von den deutschen Besatzungsbehörden verfügten Auflösung sämtlicher polnischer Vereine und Gesellschaften im Stadion von Wisła Krakau. Sie wurde von dem Geschäftsmann Oskar Schindler, der in Krakau eine Fabrik für Metallwaren übernommen hatte, finanziell unterstützt. Zu den Stammspielern gehörten in den ersten beiden Jahren die aus Oberschlesien stammenden ehemaligen polnischen Nationalspieler Wilhelm Góra, Juliusz Joksch, Edmund Majowski und Karol Pazurek, die als Volksdeutsche galten.
1941 gewann der Klub den von Generalgouverneur Hans Frank gestifteten Bernsteinpokal. 1942 wurde er Meister des Distrikts Krakau. Die Entscheidung über den Meistertitel war allerdings am „grünen Tisch“ gefallen: Der LSV Boelcke Krakau hatte die Partie gegen die DTSG mit 3:2 gewonnen und belegte nach dem letzten Spielplatz den ersten Platz. Doch der DTSG-Vorstand legte mit Erfolg Protest gegen die Wertung dieser Partie ein, weil der Luftwaffensportverein Spieler einer anderen Mannschaft der Krakauer Luftwaffengeschwader, des LSV Mölders Krakau, ausgeliehen und eingesetzt hatte. Der Grund dafür war die Versetzung und Verletzung eigener Spieler, so dass keine vollständige Mannschaft hatte aufgestellt werden können. Doch war der Einsatz dieser Gastspieler nicht rechtzeitig dem Fachwart für Fußball gemeldet worden, so dass zum Spieltermin keine Genehmigung dafür vorlag. Als Distriktmeister war die DTSG für die Endrunde der Gaumeisterschaft 1942 qualifiziert. In der Endrunde, an der die Meister der vier anderen Distrikte (Warschau, Radom, Lublin, Galizien) im Ligasystem (Jeder gegen jeden) teilnahmen, erreichte die DTSG nach zwei Unentschieden und zwei Niederlagen lediglich den 4. Platz.
Im Juni 1942 brannte das Kanutenhaus der DTSG aus zunächst unbekannten Gründern bis auf die Grundmauern ab. Dabei wurden zwölf Rennkajaks und 40 Faltboote zerstört.
Zur deutschen Feldhandball-Meisterschaft der Frauen 1942/43 qualifizierte sich die Feldhandball-Abteilung des Vereins. Nach einer 0:5-Niederlage gegen die SG OrPo Wien war das Turnier bereits in der 1. Vorrunde wieder zu Ende.
Mit dem Vormarsch der Roten Armee auf Krakau zur Jahreswende 1944/45 endete die Existenz des Vereins.

## Erfolge der Fußballabteilung
- Gewinner des Bernsteinpokals: 1941
- Distriktmeister Krakau: 1942

## Bekannte Fußballspieler
- Wilhelm Góra
- Juliusz Joksch
- Edmund Majowski
- Karol Pazurek
- Józef Smoczek
- Rudolf Viertl